# 劉綎
劉綎（1552年—1619年4月18日），字省吾，江西南昌人。明朝后期大將，遼陽總兵。軍紀嚴明，據說其使用重達120斤的鑌鐵大刀，且舞動如風，故綽號“劉大刀”。

## 生平

### 早年生平
劉綎是南京中軍都督同知刘显之子，状貌魁岸，勇敢有父風，承荫任指挥使。万历初年，隨父讨伐九丝蛮（今四川省叙永境），冲锋在前，率先登城抓获蛮人首领阿大。被提升为云南以东守备，改任南京小教场坐营。
万历十一年（1583年），劉綎因征讨缅甸王南达勃因（莽应里）而成名，与邓子龙大破缅军于姚关以南，大小十余战中斬首一千六百有餘，并招抚孟养、木邦、孟密、陇川各土司。曾以援朝副總兵身份參與萬曆援朝戰爭，打敗小西行长等率领的日本軍隊，屡立战功，最初其軍紀嚴明受到朝鮮人好評，但後來漸不克終；在朝鮮人記錄中，劉綎當時雖然只是副總兵卻受到諸將愛敬，在援朝諸將中稱勇敢善用兵第一。他给加藤清正写过劝降书。
播州之役時積有大功，但因曾收取杨应龙賄賂而被言官彈劾去職，後叙功至五軍都督府左都督。萬曆三十六年，云南阿克反，朝廷重新起用劉綎為四川總兵，任內督诸将攻，大破诸惈，斬首三千三百有奇，但因蜚语誹謗，最終被革去官職。

### 烈士暮年
萬曆四十六年四月，因應朝廷預備東征後金政權，朝廷重新原官起用劉綎，并添注五軍都督府僉書。當時劉綎自念年老，已不願做官，因而看見羽音催文時長吁愁歎。當出發時，由於長年失勢，劉綎帳下宾客和壮士很多早就離去了，因此當劉綎再號召各人時，願意追从者不过七百余人、马八十余匹，劉綎本想緩後出關，但最終不果。後來，當劉綎得知朝鮮光海君猶疑不願出兵相助時，又寫信責以大義，最終使其承諾出兵。
萬曆四十七年（1619年），明与后金萨尔浒之战，楊鎬分兵四路進兵，由四個總兵官率領，進攻赫圖阿拉。四路軍為山海關總兵杜松、遼東總兵李如柏、開原總兵馬林和遼陽總兵劉綎，以杜松部為主力。劉綎驍勇善戰，但與楊鎬素不和，被派往東路，孤軍深入。收到楊鎬的催兵令箭令箭後，劉綎從寬奠出發，後與朝鮮軍都元帥姜弘立、副元帥金景瑞部一萬三千人在亮馬佃會合後，開始一路向赫圖阿拉城推進。進兵期間，劉綎向姜弘立抱怨道「楊爺(楊鎬)與俺，自前不相好，必要致死，俺亦受國厚恩，以死自許」，又說「兵家勝算，唯在得天時、得地理利、順人心而已。天氣尙寒，不可謂天時也，道路泥濘，不可謂得地理利，而俺不得主柄，奈何?」；而朝鮮人也觀察到劉綎南路軍器械簡陋，全無火器，只能依賴朝鮮軍。
其後，東路軍後來一路直取牛毛寨、馬家寨，砍斬獲真夷八十五級、生擒夷漢八十八名、夷器二十件、牛馬五十八匹。後來又有精兵五百餘騎與戰，劉綎部與朝鮮兵均有斬獲。但劉綎部在進軍途中一直受到天氣和運糧不及的問題所困。後來，西路主力山海關總兵杜松遇伏慘敗，全軍覆沒，繼而北路馬林敗逃開原。楊鎬得知兩路敗報，急檄收回李如柏、劉綎兩軍。但劉綎部已深入三百里至深河，直入棟鄂路。努爾哈赤更派人假扮杜松軍使者，說杜松已到赫圖阿拉城，催促劉綎前進，劉綎不知是計，輕兵冒進至阿布達里岡，改為單列進軍。貝勒阿敏指揮八旗鐵騎勁旅，設伏於富車成功全滅遊擊喬一琦前軍；劉綎見前軍不利，督兵前進殺入山谷，結果代善率八旗兵彌滿山野而來，蹂躙廝殺間劉綎雙臂受傷，被削去半個面頰，猶手刃數十人，最後戰死，東路明軍幾乎全軍覆沒。
天启初，朝廷追赠劉綎少保，世荫子孫指挥佥事，立祠曰「表忠」。清朝追諡忠壯。

## 評價
《朝鮮王朝實錄》「劉副總以將家子，結髮征戰，似非易言之將。而掣肘於經略，提督不得一試之於逐殺之場，其可惜也。」
《明史》:「綎於諸將中最驍勇。平緬寇，平羅雄，平朝鮮倭，平播酋，平惈，大小數百戰，威名震海內。」、「劉綎勇略冠諸將，勞最多，其後死事亦最烈。」
《明史鈔略》:「悲哉，刘将军之死也！将军生平慓悍嗜杀，不能无财物妇女之好。迹其所为，亦未必出韩忠献、岳忠武右也。而天下望之，不管方叔、召虎，朝廷倚重之亦然。」

## 軼事
劉綎所用刀一百二十斤，马上输转如飞，軍中號為「劉大刀」。又有姬妾二十餘人，都是燕、趙一時之選，皆善走馬彈械。綎每出巡，諸姬戎裝穿小皮靴，跨善馬，為前導。四力士共舉刀架繼之，綎在其後。

## 家族
父親劉顯，官至都督。弟劉相，官至守備。繼妻羅氏。長子劉佶，還有兒子劉佐、劉應襲、劉信、劉大德、劉之鼎等。

## 紀念
- 中國大陸江西省南昌市劉綎將軍廟
- 臺灣彰化縣鹿港鎮鹿港威靈廟，尊稱為「大將爺」

## 延伸阅读
[在维基数据编辑]
 《明史卷二百四十七》，出自《明史》